# Boris Rhein
Pour les articles homonymes, voir Rhein.
Boris Rhein, né le 2 janvier 1972 à Francfort-sur-le-Main, est un homme politique allemand membre de l'Union chrétienne-démocrate d'Allemagne (CDU). Il est ministre-président de Hesse depuis le 31 mai 2022.

## Éléments personnels

### Formation et carrière
Après avoir passé son Abitur à Francfort-sur-le-Main en 1991, il entre à l'université Johann Wolfgang Goethe de Francfort-sur-le-Main, où il obtient son premier diplôme juridique d'État en 1997. Il accomplit ensuite son service civil, d'une durée d'un an, puis effectue sa période de stage de deux ans, à l'issue de laquelle, en 2000, il reçoit son second diplôme juridique d'État. Il devient alors avocat.

### Vie privée
Marié, père de deux enfants, il est de confession catholique et vit à Francfort-sur-le-Main.

## Activité politique

### Au sein de la CDU
Il adhère à la Junge Union (JU), organisation de jeunesse de la CDU/CSU, en 1990. Il en est élu six ans plus tard président à Francfort-sur-le-Main et membre du comité directeur régional. Il doit renoncer à ses fonctions en 2002, atteint par la limite d'âge. Au sein de l'Union chrétienne-démocrate d'Allemagne (CDU), il préside depuis 2001 la section du parti dans le quartier de Dornbusch, et la section de Francfort-sur-le-Main depuis 2008.

### Parcours institutionnel
En 1999, il est élu député régional au Landtag de Hesse, dont il préside la commission de la Justice entre 2003 et 2006. Il démissionne en effet cette année-là pour devenir adjoint au maire de Francfort-sur-le-Main, chargé du Droit, de la Sécurité, de la Lutte contre l'incendie et du Personnel. Sa délégation est modifiée dès 2007, et il se retrouve responsable du Droit, de l'Économie et du Personnel. Il démissionne le 5 février 2009, à la suite de sa nomination comme secrétaire d'État du ministère de l'Intérieur et des Sports de Hesse, sous la direction du ministre, Volker Bouffier.
Lorsque ce dernier succède à Roland Koch comme ministre-président le 31 août 2010, il nomme Boris Rhein pour lui succéder au poste de ministre régional de l'Intérieur et des Sports du Land de Hesse. Le 25 mars 2012, il perd, au second tour, l'élection du maire de Francfort-sur-le-Main avec 42 % des voix face au candidat social-démocrate, Peter Feldmann.
À la suite des élections régionales du 22 septembre 2013, Bouffier forme une coalition noire-verte. À la prise de fonctions du gouvernement, le 18 janvier 2014, Boris Rhein est désigné ministre de la Science et de la Culture.

### Ministre-président
Après la démission de Volker Bouffier, il est élu ministre-président de Hesse le 31 mai 2022 et reconduit la coalition noire-verte.
À la suite des élections régionales du 8 octobre 2023, où la CDU décroche 52 sièges sur 133, Rhein décide de ne pas reconduire la coalition noire-verte et d'engager des négociations avec le SPD pour former une grande coalition. Le 16 décembre, les congrès de la CDU et du SPD approuvent à une large majorité l'accord. Le 18 janvier 2024, Boris Rhein est réélu ministre-président et forme un deuxième gouvernement.